# Elezioni regionali in Liguria del 1995
Le elezioni regionali del 1995 in Liguria si sono tenute il 23 aprile. Esse hanno visto la vittoria del presidente uscente Giancarlo Mori, sostenuto dal centro-sinistra, che ha sconfitto il candidato del Polo, Sergio Magliola.

## Risultati
| Candidati                            | Candidati                            | Voti                                 | %     | Liste                                | Voti    | %     | Seggi |
| ------------------------------------ | ------------------------------------ | ------------------------------------ | ----- | ------------------------------------ | ------- | ----- | ----- |
|                                      | Giancarlo Mori ✔️ Presidente         | 445 340                              | 42,41 | Partito Democratico della Sinistra   | 290 829 | 30,30 | 14    |
| Popolari                             | Giancarlo Mori ✔️ Presidente         | 445 340                              | 42,41 | 54 843                               | 5,71    | 3     |       |
| Patto dei Democratici                | Giancarlo Mori ✔️ Presidente         | 445 340                              | 42,41 | 34 127                               | 3,56    | 1     |       |
| Federazione dei Verdi                | Giancarlo Mori ✔️ Presidente         | 445 340                              | 42,41 | 28 101                               | 2,93    | 1     |       |
| Patto di Solidarietà                 | Giancarlo Mori ✔️ Presidente         | 445 340                              | 42,41 | 9 040                                | 0,94    | –     |       |
| Federazione Laburista                | Giancarlo Mori ✔️ Presidente         | 445 340                              | 42,41 | 4 345                                | 0,45    | –     |       |
| Movimento Democratico Indipendente   | Giancarlo Mori ✔️ Presidente         | 445 340                              | 42,41 | 787                                  | 0,08    | –     |       |
| Seggi assegnati alla lista regionale | Seggi assegnati alla lista regionale | Seggi assegnati alla lista regionale | 42,41 | 8                                    |         |       |       |
|                                      | Sergio Magliola                      | 399 405                              | 38,03 | Forza Italia - Il Polo Popolare      | 234 151 | 24,39 | 9     |
| Alleanza Nazionale                   | Sergio Magliola                      | 399 405                              | 38,03 | 107 557                              | 11,20   | 4     |       |
| Centro Cristiano Democratico         | Sergio Magliola                      | 399 405                              | 38,03 | 25 447                               | 2,65    | 1     |       |
|                                      | Giuseppe Tarantino                   | 90 550                               | 8,62  | Partito della Rifondazione Comunista | 76 507  | 7,97  | 2     |
|                                      | Giacomo Chiappori                    | 68 706                               | 6,54  | Lega Nord                            | 62 755  | 6,54  | 2     |
|                                      | Elisabetta Fatuzzo                   | 25 196                               | 2,40  | Partito Pensionati                   | 14 858  | 1,55  | –     |
|                                      | Vittorio Pezzuto                     | 17 533                               | 1,67  | Lista Pannella - Riformatori         | 14 226  | 1,48  | –     |
|                                      | Bruno Ravera                         | 3 468                                | 0,33  | Fronte Autonomista                   | 2 396   | 0,25  | –     |
| Totale                               | Totale                               | 1 050 198                            | 100   |                                      | 959 969 | 100   | 45    |

## Consiglieri eletti
| Collegio           | Eletto                    | Lista                                    |
| ------------------ | ------------------------- | ---------------------------------------- |
| Collegio regionale | Giancarlo Mori            | Liguria Democratica Federalista Solidale |
| Collegio regionale | Maria Paola Profumo       | Liguria Democratica Federalista Solidale |
| Collegio regionale | Mariella Ratti            | Liguria Democratica Federalista Solidale |
| Collegio regionale | Francesco De Simone       | Liguria Democratica Federalista Solidale |
| Collegio regionale | Fulvio Vassallo           | Liguria Democratica Federalista Solidale |
| Collegio regionale | Giovanni Borzone          | Liguria Democratica Federalista Solidale |
| Collegio regionale | Bruno Sessarego           | Liguria Democratica Federalista Solidale |
| Collegio regionale | Paola Capelli             | Liguria Democratica Federalista Solidale |
| Genova             | Graziano Mazzarello       | Partito Democratico della Sinistra       |
| Genova             | Paolo Perfigli            | Partito Democratico della Sinistra       |
| Genova             | Fulvio Cerofolini         | Partito Democratico della Sinistra       |
| Genova             | Mario Margini             | Partito Democratico della Sinistra       |
| Genova             | Giuliano Gallanti         | Partito Democratico della Sinistra       |
| Genova             | Carla Barzaghi            | Partito Democratico della Sinistra       |
| Genova             | Ombretta Leardini         | Partito Democratico della Sinistra       |
| Genova             | Nicola Abbundo            | Forza Italia - Il Polo Popolare          |
| Genova             | Ernesto Valenziano        | Forza Italia - Il Polo Popolare          |
| Genova             | Felice Negri              | Forza Italia - Il Polo Popolare          |
| Genova             | Domenico Barci            | Forza Italia - Il Polo Popolare          |
| Genova             | Gianni Plinio             | Alleanza Nazionale                       |
| Genova             | Giorgio Bornacin          | Alleanza Nazionale                       |
| Genova             | Giuseppe Franco Tarantino | Partito della Rifondazione Comunista     |
| Genova             | Francesco Bruzzone        | Lega Nord                                |
| Genova             | Massimiliano Costa        | Popolari                                 |
| Genova             | Fabio Morchio             | Patto dei Democratici                    |
| Genova             | Romolo Benvenuto          | Federazione dei Verdi                    |
| Genova             | Roberto Levaggi           | Centro Cristiano Democratico             |
| Imperia            | Luciano Demichelis        | Forza Italia - Il Polo Popolare          |
| Imperia            | Giovanni Corradi          | Forza Italia - Il Polo Popolare          |
| Imperia            | Fulvio Vassallo           | Partito Democratico della Sinistra       |
| Imperia            | Luigi Collecchia          | Partito Democratico della Sinistra       |
| Imperia            | Geniuccio Chierico        | Alleanza Nazionale                       |
| La Spezia          | Franco Bertolani          | Partito Democratico della Sinistra       |
| La Spezia          | Moreno Veschi             | Partito Democratico della Sinistra       |
| La Spezia          | Gio Batta Berruti         | Forza Italia - Il Polo Popolare          |
| La Spezia          | Egidio Banti              | Popolari                                 |
| Savona             | Franco Orsi               | Forza Italia - Il Polo Popolare          |
| Savona             | Edmondo Ferrero           | Forza Italia - Il Polo Popolare          |
| Savona             | Nicolò Alonzo             | Partito Democratico della Sinistra       |
| Savona             | Claudio Buscaglia         | Partito Democratico della Sinistra       |
| Savona             | Valeria Cavallo           | Partito Democratico della Sinistra       |
| Savona             | Renato Scosceria          | Alleanza Nazionale                       |
| Savona             | Franco Zunino             | Partito della Rifondazione Comunista     |
| Savona             | Guido Bonino              | Lega Nord                                |
| Savona             | Arturo Ivaldi             | Popolari                                 |